# Sextante

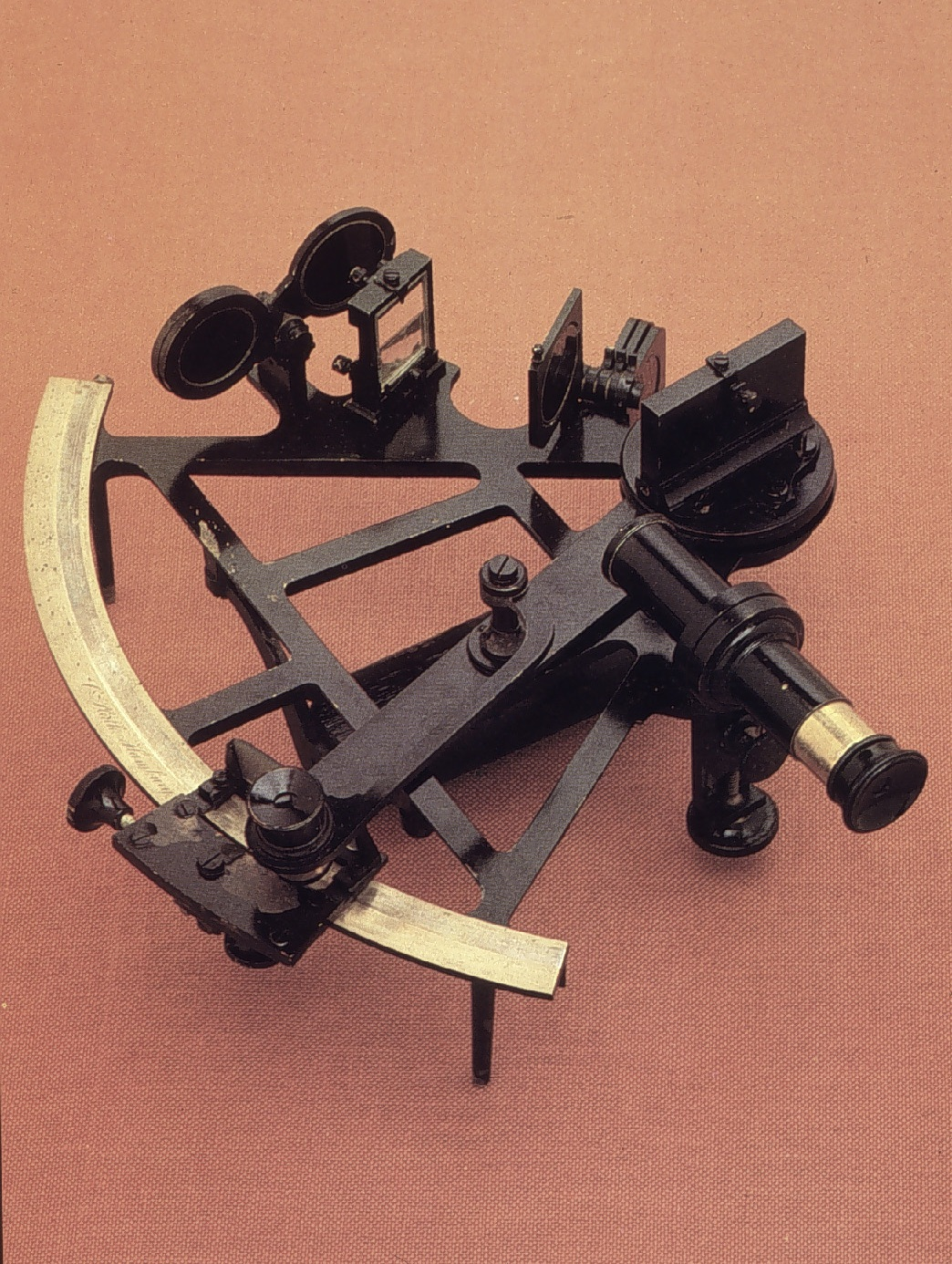
Un sextante.

El sextante es  un instrumento que permite medir la separación angular entre dos objetos, tales como dos puntos de una costa o un astro, generalmente el Sol, y el horizonte. Conociendo la elevación del Sol y la hora del día se puede determinar la latitud a la que se encuentra el observador. Esta determinación se efectúa con bastante precisión mediante cálculos matemáticos sencillos a partir de las lecturas obtenidas con el sextante.
Este instrumento, que reemplazó al astrolabio por tener mayor precisión, ha sido durante varios siglos de gran importancia en la navegación marítima y también en la navegación aérea, hasta que, en los últimos decenios del siglo XX, se han impuesto sistemas más modernos como la determinación de la posición mediante satélites. El nombre sextante proviene de la escala del instrumento, que abarca un ángulo de 60 grados, o sea, un sexto de un círculo completo.
Sir Isaac Newton (1643-1727) inventó un instrumento de navegación de doble reflexión, pero nunca se publicó. Más tarde, dos hombres desarrollaron de manera independiente el octante alrededor de 1730: el matemático inglés John Hadley (1682-1744) y el óptico de Filadelfia Thomas Godfrey (1704-1749). El octante, y el sextante más tarde, sustituyeron al cuadrante de Davis como el principal instrumento para la navegación.

## Forma de operación con el sextante
Para determinar el ángulo entre dos puntos, por ejemplo entre el horizonte y un astro, primero es necesario asegurarse la utilización de diferentes filtros si el astro que se va a observar es el Sol (muy importante por las graves secuelas oculares que puede generar). Además, es preciso proveerse de un cronómetro muy preciso y bien ajustado al segundo, para poder determinar la hora exacta de la observación, y de ese modo anotarla para los siguientes cálculos que se van a realizar.
Para llevar a cabo estas mediciones, el sextante dispone de:
1. Un espejo móvil, con una aguja (alidada) que señala en la escala (limbo) el ángulo medido.
2. Un espejo fijo, que en su parte media permite ver a través de él.
3. Una mira telescópica.
4. Filtros de protección ocular.

Uso del sextante.

Para medir la altura de un astro se coloca el sextante perpendicularmente y se orienta el instrumento hacia la línea del horizonte. Acto seguido se busca el astro a través de la mira telescópica, desplazando el espejo móvil hasta encontrarlo. Una vez localizado, se hace coincidir con el reflejo del horizonte que se visualiza directamente en la mitad del espejo fijo. De ese modo se verá una imagen partida, en un lado el horizonte y en el otro el astro.
A continuación se hace oscilar levemente el sextante (con un giro de la muñeca) para hacer tangente la imagen del horizonte con la del sol y de ese modo determinar el ajuste preciso de ambos. Lo que marque el limbo será el ángulo que determina la «Altura Instrumental» u Observada de un astro a la hora exacta medida al segundo. Tras las correcciones pertinentes se determina la «Altura Verdadera» de dicho astro, dato que servirá para el proceso de averiguar la situación observada astronómicamente.

## Ventajas
Al igual que el cuadrante de Davis (también llamado "backstaff"), el sextante permite medir los objetos celestes en relación con el horizonte, en lugar de hacerlo en relación con el instrumento. Esto permite una gran precisión. Sin embargo, a diferencia del cuadrante de Davis, el sextante permite la observación directa de las estrellas durante la noche, cuando el backstaff es difícil de usar. Para utilizar el sol como referencia, se puede realizar una observación directa del sol siempre que el sextante posea filtros para la  protección ocular.
Dado que la medición es con respecto al horizonte, el puntero de medición es un rayo de luz que llega hasta el horizonte. La medida se ve, pues, limitada por la precisión angular del instrumento y no por el error seno asociado a la longitud de una alidada, como en los astrolabios o en los instrumentos de época similar.
El sextante no requiere un objetivo completamente estable, ya que mide un ángulo relativo. Por ejemplo, cuando un sextante se utiliza en un barco en movimiento, la imagen del horizonte y los objetos celestes se mueven en el campo de visión. Sin embargo, la posición relativa de las dos imágenes se mantendrá estable, y siempre que el usuario pueda determinar que el objeto celeste toca el horizonte, la exactitud de la medición será buena en comparación con la magnitud del movimiento.
El sextante no requiere electricidad, a diferencia de muchas formas de navegación modernas o de cualquier otro instrumento humano (como los satélites GPS). Por estas razones, se considera de carácter eminentemente práctico mantener un sextante entre las herramientas de navegación en los buques.

Sextante marino. Leyenda: 1=espejo índice móvil; 2=mira telescópica; 3=cuerpo; 4=ventana de medición con aguja ; 5=lupa ; 6=sistema de bloqueo; 7=tornillo micrométrico; 8=arco; 9= filtros coloreados; 10=espejo horizonte; 11=filtros coloreados;

## Anatomía de un sextante
El brazo índice mueve el espejo índice. El indicador señala en el arco la medida. El cuerpo mantiene todo unido. 
Existen dos tipos de sextantes. Ambos tipos pueden dar buenos resultados, y la elección entre ellos es personal:
1) Los sextantes tradicionales tienen un espejo semihorizonte, que divide el campo de visión en dos. Por un lado, se ve el horizonte, en el otro, el objeto celeste. La ventaja de este tipo es que tanto el horizonte como el objeto celeste se ven tan brillantes y claros como es posible. Esto es una ventaja durante la noche o con bruma, cuando el horizonte puede ser difícil de ver. Sin embargo, uno tiene que barrer el objeto celeste para asegurar que la parte inferior del objeto celeste roza el horizonte. 
2) Los sextantes de horizonte entero usan un espejo semiplateado para ofrecer una visión completa del horizonte. Esto hace que sea fácil apreciar cuándo el extremo inferior de un objeto celeste toca el horizonte. Como la mayoría de las vistas son del sol o de la luna, y la neblina sin nubes es rara, las ventajas de la sensibilidad a la luz débil del espejo semihorizonte rara vez son importantes en la práctica.
En ambos tipos, los grandes espejos dan un mayor campo de visión, y así resulta más fácil encontrar un objeto celeste. Los sextantes modernos tienen a menudo espejos de 5 cm o más, mientras que del siglo XIX los sextantes rara vez llevaban un espejo de más de 2,5 cm (una pulgada). En gran parte, esto se debe a que los espejos de precisión plana se han vuelto menos costosos de fabricar y de platear. 
Un horizonte artificial es útil cuando el horizonte no es visible. Esto ocurre en la niebla, en las noches calmas sin luna, en mediciones que se hagan a través de una ventana o en tierra rodeada de árboles o edificios. Los sextantes profesionales pueden montar un horizonte artificial en lugar del montaje horizonte-espejo. Un horizonte artificial suele ser un espejo con un nivel en un tubo lleno de líquido con una burbuja.
La mayoría de los sextantes también tienen filtros para su uso con el sol y otros para reducir los efectos de la neblina. 
La mayoría de los sextantes montan un monocular de 1 o 3 aumentos para visualizar. Muchos usuarios prefieren un tubo de observación simple, que tiene un campo más amplio, más brillante de vista y es más fácil de usar por la noche. Algunos navegadores montan un monocular amplificador de luz para ayudar a ver el horizonte en las noches sin luna. Otros prefieren utilizar un horizonte artificial iluminado. 
Los sextantes profesionales utilizan una medida de grado de recorrido y un tornillo de ajuste que se lee en minutos, 1/60 de grado. La mayoría de los sextantes también incluyen un nonio en el dial del tornillo de ajuste que permite apreciar hasta los 0,2 minutos. Un minuto angular de error equivale aproximadamente a una milla náutica, la mayor precisión posible de la navegación astronómica es de aproximadamente 0,1 millas náuticas (unos 200 m). En el mar, los resultados dentro de varias millas náuticas, dentro del rango visual, son aceptables. Un navegador muy cualificado y con experiencia puede determinar la posición con una precisión de alrededor de 0,25 millas náuticas (460 m).
Un cambio en la temperatura puede deformar el arco, produciendo inexactitud en la medida. En casos de mal tiempo, muchos navegantes colocan su sextante fuera de la cabina para llegar a un equilibrio con la temperatura exterior. El diseño de la montura estándar del sextante (véase la ilustración) compensa la diferencia de error angular debida a los cambios de temperatura. El mango está separado del arco y de la montura, de manera que el calor del cuerpo del observador no deforme la geometría del aparato. Los sextantes para uso tropical a menudo son pintados de color blanco para reflejar la luz solar, evitando en lo posible que se calienten. Los sextantes de alta precisión utilizan invar (una aleación especial de baja expansión térmica) en la construcción de la montura y el arco. Algunos sextantes científicos se han construido en cuarzo o cerámica, con una expansión térmica todavía más baja. Muchos sextantes comerciales son de bronce o de aluminio de baja expansión. El latón posee menor dilatación térmica que el aluminio, pero los sextantes de aluminio son más ligeros y por lo tanto más cómodos de usar, afirmándose que pueden ser más precisos porque las manos del observador tiemblan menos. 
Los sextantes para aviones actualmente han quedado fuera de producción, pero tenían características especiales. La mayoría tenían horizontes artificiales que permitían tomar visuales a través de una ventana superior en color. Algunos también tenían promediadores mecánicos para obtener lecturas a partir de cientos de mediciones de visuales, compensando las aceleraciones aleatorias en el fluido del horizonte artificial. Los antiguos sextantes de aviación eran de dos clases: el estándar, y un segundo tipo diseñado para su uso en aviones de cabina abierta que permiten una visión directa del sextante colocado sobre el regazo del piloto. Los sextantes de aviación más modernos fueron del tipo periscópico, con solo una pequeña proyección sobre el fuselaje. Con estos, el navegador pre-calculaba la visual, y entonces determinaba la diferencia en la altura observada frente a predicha del cuerpo para determinar su posición. 
Tras obtener el ángulo de la visual y el instante de la medición, es posible reducir la posición, siguiendo alguno de los diversos procedimientos matemáticos disponibles. La reducción a simple vista consiste en dibujar el círculo de igual elevación del objeto celeste observado en una carta náutica. La intersección de este círculo con una trayectoria a estima, o con otro círculo correspondiente a un segundo avistamiento facilita una ubicación más precisa.

## Tomando una visual

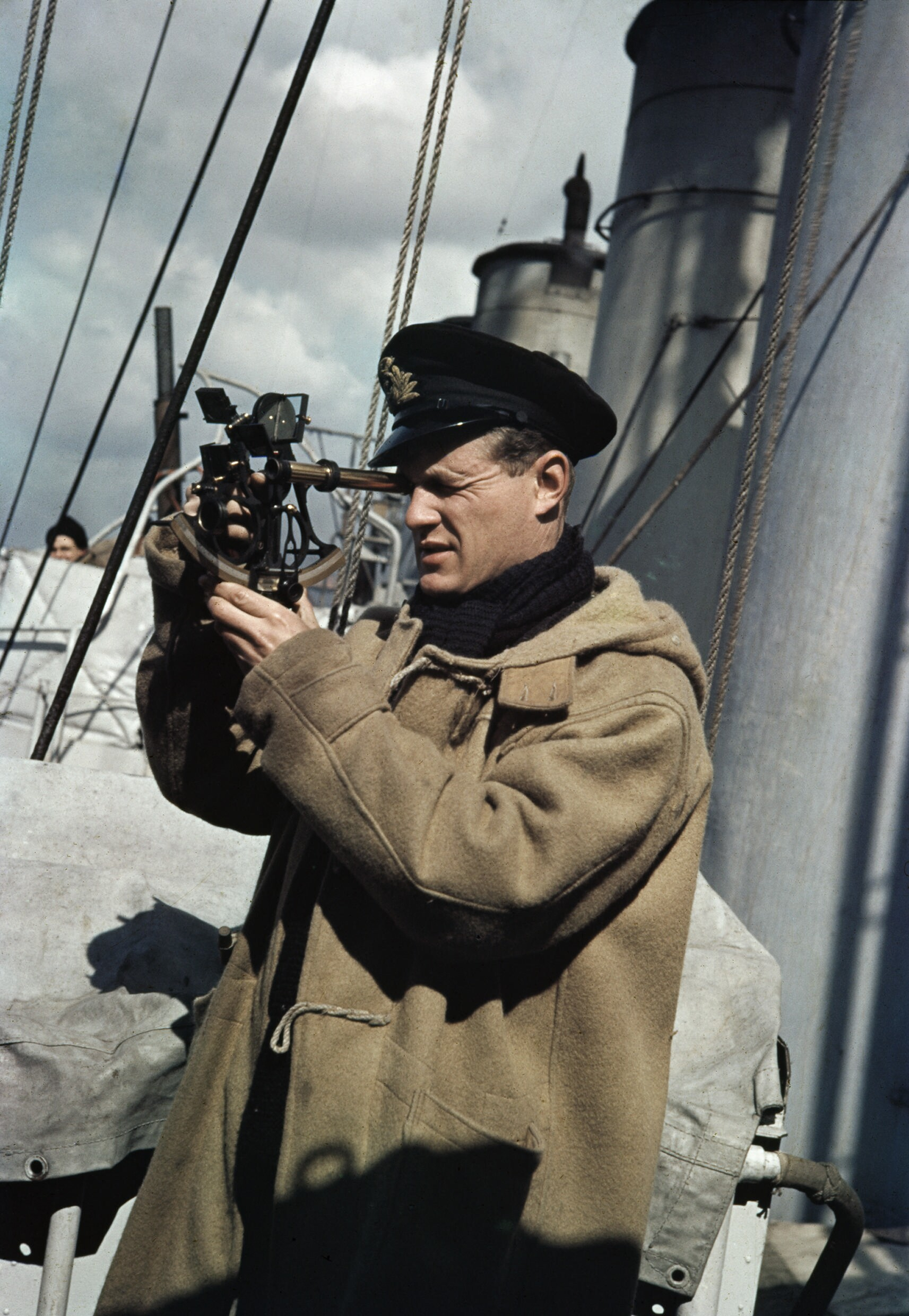
Oficial de la Royal Navy operando un sextante (1942)

Para tomar una visual (o medida) del ángulo entre el Sol, una estrella o un planeta, y el horizonte, el "telescopio astronómico" debe estar instalado en el sextante, y el horizonte debe ser visible. En los buques en el mar, esto no representa generalmente un problema. En días de niebla, una toma de vista a baja altura por encima del agua puede dar una imagen más precisa del horizonte. El sextante se saca de su caja y se sostiene con la mano derecha por su mango, sin tocar el arco con los dedos jamás.
Para una observación del sol, los filtros del sextante permiten evitar el deslumbramiento. Un método de partida es utilizar filtros tanto en el espejo índice como en el de espejo del horizonte, de manera que se pueda ver el sol como un disco sólido y sin dañar la vista. Mediante el establecimiento de la barra de índice a cero, el sol se puede ver a través del telescopio. La liberación de la barra del índice (ya sea por la liberación de un tornillo de sujeción, o en los instrumentos modernos, utilizando el botón de liberación rápida), la imagen del sol se pueden reducir hasta el nivel del horizonte. Es necesario voltear hacia atrás el filtro del espejo horizonte para poder ver el horizonte, y luego girar el tornillo de ajuste fino en el extremo de la barra de índice hasta que la curva inferior (el extremo inferior) del sol apenas toque el horizonte. Suspendiendo el sextante sobre el eje del telescopio se asegura que la lectura está siendo tomada con el instrumento en posición vertical. El ángulo de la visual se leerá a partir de la escala en el arco, haciendo uso siempre del micrómetro o nonio. La hora exacta de la lectura de la visual también debe tenerse en cuenta al mismo tiempo, y registrarse la altura de los ojos por encima del nivel del mar.
Un método alternativo consiste en estimar la altura actual (ángulo) del sol con las tablas de navegación, y a continuación, fijar la barra del índice con el ángulo correspondiente, y con el equipo apuntando directamente al horizonte, barrer de lado a lado hasta que un destello de los rayos del sol se vea en el telescopio. A continuación se procede a realizar los mismos ajustes finos descritos en el procedimiento anterior. Este método es menos probable que tenga éxito en la observación de estrellas y planetas.
Las visuales de estrellas y planetas se toman normalmente durante el crepúsculo, al amanecer o al atardecer, mientras que tanto los cuerpos celestes como el horizonte del mar son visibles. No hay necesidad de utilizar filtros para distinguir la extremidad inferior del astro observado, puesto que el cuerpo aparece como un simple punto en el telescopio. La luna puede ser observada, pero aparenta moverse muy rápido, puede presentar diferentes tamaños en diferentes momentos, y a veces solo se puede distinguir el extremo inferior o el superior por las fases.
Los sextantes se pueden utilizar también para medir otros ángulos visibles con mucha precisión, por ejemplo, entre un cuerpo celeste y otro; o entre puntos de referencia en tierra. Utilizado horizontalmente, un sextante puede medir el ángulo aparente entre dos edificios cuya posición figure en un plano, como un faro y la torre de una iglesia, lo que se puede utilizar para encontrar la distancia desde o hacia el mar. Utilizado verticalmente, una medida del ángulo entre el foco de un faro y el nivel del mar en su base también se puede utilizar para calcular la distancia.

## Cuidados
El sextante es un instrumento muy delicado. Si se cae, el arco se puede doblar, con lo que si esto ocurriera su precisión se vería mermada. Es posible una recertificación con instrumentos topográficos o con instrumentos ópticos de precisión, pero la reparación de un arco doblado es, por lo general, una acción poco práctica. 
Muchos navegantes se niegan a compartir sus sextantes, para asegurar que pueden controlar su integridad. La mayoría de los sextantes vienen con un cordón de cuello, pero los más baratos vienen en un estuche. Una precaución tradicional es ponerse el cordón en el cuello antes de retirar el sextante de su estuche; y guardarlo siempre en algún lugar a la vista. Los sextantes utilizados que carecen de un estuche es muy probable que sufran daños.

## Ajuste

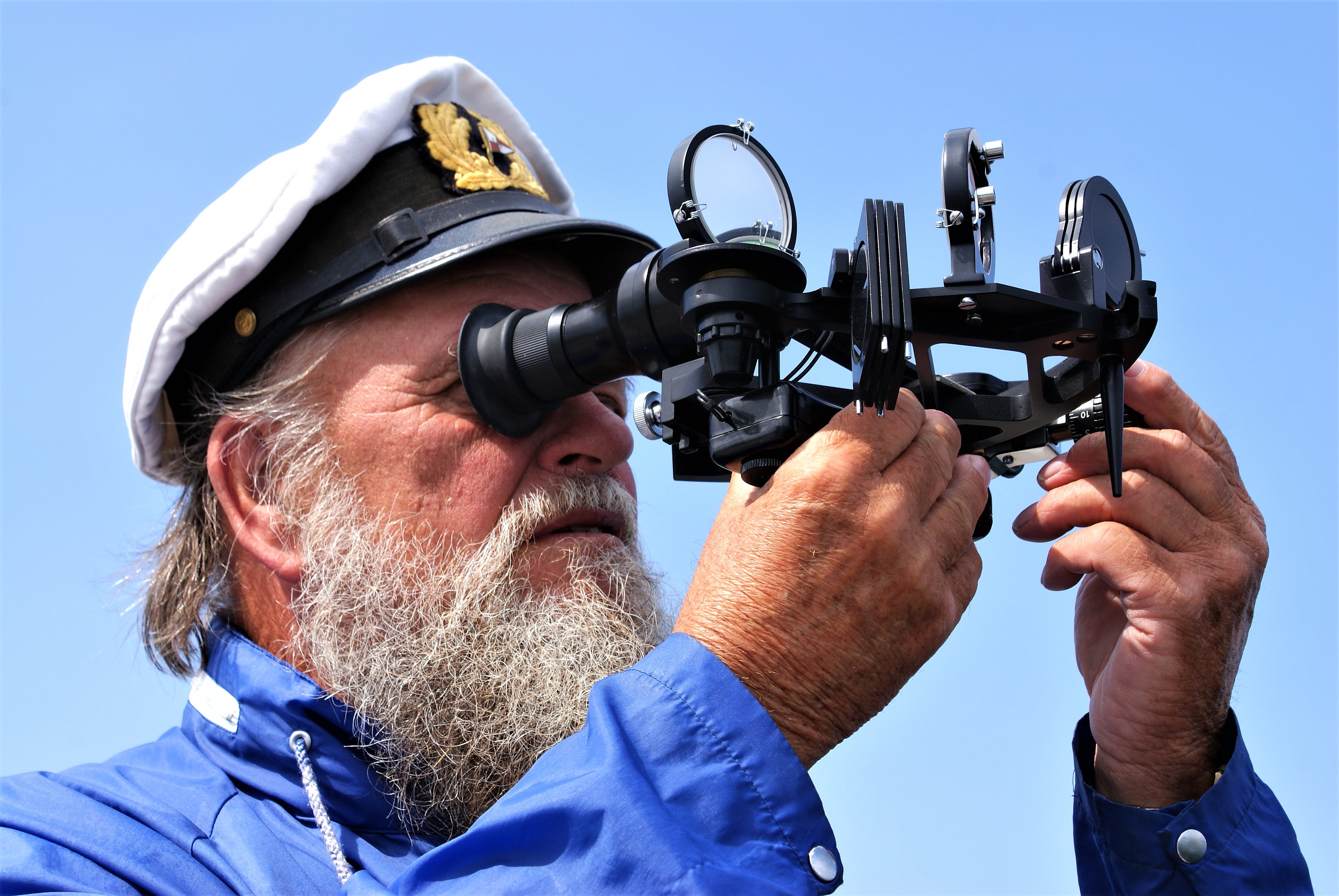
El sextante es un instrumento de navegación que se utiliza para medir ángulos entre objetos celestes, como por ejemplo el Sol, la Luna o las estrellas, y el horizonte. Fue inventado en el y se utiliza principalmente en la navegación marítima para determinar la posición del barco en el océano.
El sextante consta de un arco graduado en grados y minutos, con una mira y un espejo en su interior. El observador alinea la mira de manera que apunte al objeto celeste que desea medir, y luego ajusta el espejo de manera que el objeto se refleje en él. El ángulo entre el objeto y el horizonte se puede leer en la escala graduada del sextante.
La lectura del sextante se realiza a través de un vernier, que permite una mayor precisión en la medición del ángulo. Además, el sextante está equipado con filtros para proteger los ojos del observador al mirar directamente al Sol.
El sextante se utiliza junto con tablas astronómicas y cálculos matemáticos para determinar la posición del barco. Este proceso se conoce como navegación por astros y fue fundamental para la navegación marítima antes de la invención de sistemas modernos de posicionamiento global como el GPS.
Aunque el sextante ya no es ampliamente utilizado en la navegación marítima comercial debido a los avances tecnológicos, sigue siendo una herramienta valiosa para los navegantes y también se utiliza en la astronomía como instrumento de medición angular.

Debido a la sensibilidad del instrumento, es fácil que algún golpe deje los espejos fuera de ajuste. Por esta razón, un sextante debe revisarse con frecuencia para detectar posibles errores y adaptarse en consecuencia. 
Existen cuatro tipos de errores que pueden ser ajustados por el navegador y que se deben corregir en el orden siguiente.:
Error de PerpendicularidadSucede cuando el espejo índice no es perpendicular a la estructura del sextante. Para comprobarlo, colóquese el brazo del índice a unos 60° en el arco y manténgase el sextante horizontal con el arco a una distancia similar a la de los brazos extendidos, y con la mirada en el espejo del índice. El arco del sextante tiene que aparentar continuarse sin interrupción en el espejo. Si existe algún error, entonces las dos imágenes (la real y su reflejo) presentarán un quiebro. Ajústese el espejo hasta que la reflexión y la visión directa del arco aparenten ser continuas.
Error de Alineación LateralOcurre cuando vidrio/espejo del horizonte no es perpendicular al plano del instrumento. Para comprobarlo, en primer lugar debe ponerse a cero el brazo índice, y luego observar una estrella a través del sextante. A continuación, se debe girar el tornillo de movimiento de ida y vuelta para que la imagen reflejada pase alternativamente por encima y por debajo de la vista directa. En caso de que al cambiar de una posición a otra la imagen reflejada pasa directamente por encima de la imagen directa, entonces no existe error de alineación lateral. El usuario puede observar el horizonte para comprobar el sextante durante el día. Si muestra dos horizontes, entonces existe un error de alineación lateral, y debe ajustarse vidrio/espejo del horizonte hasta que las estrellas se funden en una sola imagen o los horizontes se fundan en uno. Este error es generalmente insignificante para las observaciones y puede ser ignorado o reducido a un nivel insignificante.
Error de ColimaciónSe produce cuando el telescopio o monocular no es paralelo al plano del sextante. Para comprobarlo es necesario observar dos estrellas separadas 90° o más. Acercar las dos estrellas en coincidencia, bien a la izquierda o a la derecha del campo de visión. Mueva el sextante un poco para que las estrellas se mueven hacia el otro lado del campo de visión. Si se separan no hay error de colimación.
Error de ÍndiceAparece cuando el índice y los espejos del horizonte no son paralelas entre sí cuando el índice del brazo se fija en cero. Para comprobarlo, se debe poner a cero el índice del brazo y observar el horizonte. Si la imagen reflejada y la directa del horizonte aparecen en línea, entonces no hay ningún error de índice. Si uno está por encima de la otra, se debe ajustar el espejo del índice hasta que los dos horizontes se fusionen. Esto se puede hacer por la noche mediante una estrella o la luna.